# Orthopristis chrysoptera
Orthopristis chrysoptera és una espècie de peix pertanyent a la família dels hemúlids.

## Descripció
- Pot arribar a fer 46 cm de llargària màxima (normalment, en fa 30) i 900 g de pes.
- 8 espines i 15-17 radis tous a l'aleta dorsal i 3 espines i 12-13 radis tous a l'anal.
- Dors elevat.
- Boca una mica obliqua.
- Musell llarg i cònic.[3][4][5]

## Alimentació
Menja crustacis i peixets.

## Depredadors
És depredat per Antennarius ocellatus, Cynoscion nebulosus, Cynoscion regalis i Rhizoprionodon terraenovae.

## Hàbitat
És un peix marí i d'aigua salabrosa, demersal, oceanòdrom i de clima temperat (41°N-17°N).

## Distribució geogràfica
Es troba a l'Atlàntic occidental: des de Nova York i Bermuda fins a Mèxic.

## Longevitat
La seua esperança de vida és de 4 anys.

## Observacions
És inofensiu per als humans.